# Simon Hiscocks
Simon John Hiscocks (* 21. Mai 1973 in Dorking) ist ein ehemaliger britischer Segler.

## Erfolge
Simon Hiscocks nahm in der 49er Jolle an den Olympischen Spielen 2000 in Sydney und 2004 in Athen teil. 2000 gewann er mit Ian Barker die Silbermedaille, als sie mit 60 Punkten hinter dem finnischen und vor dem US-amerikanischen Boot den zweiten Platz belegten. Vier Jahre darauf startete er mit Chris Draper und schloss mit diesem die Regatta mit 77 Punkten auf dem dritten Rang ab. Sie gewannen damit hinter den Spaniern Iker Martínez und Xabier Fernández und dem ukrainischen Duo Rodion Luka und Heorhij Leontschuk die Bronzemedaille. Bei Weltmeisterschaften gewannen sie zusammen fünf Medaillen: 2002 in Kāneʻohe, 2004 in Athen und 2005 in Moskau sicherten sie sich jeweils die Silbermedaille, während sie 2003 in Cádiz und 2006 in Aix-le-Bain Weltmeister wurden. 2004 und 2005 wurden sie auch gemeinsam Europameister.